# Такант
Такант (на арабски: ولاية تكانت; правопис по американската система BGN: Takant) е една от областите на Мавритания. Разположена е в централно-южната част на страната. Площта на Такант е 95 200 км², а населението, според изчисления от юли 2019 г., 84 000 души. Главен град на областта е Тиджикджа. Област Такант е разделена на 3 департамента.